# Divizia a 2-a de Gardă Taman
Divizia a 2-a Motorizată de Gardă Taman (2-я гвардейская Таманская мотострелковая дивизия) este o formație tactică a Forțelor Terestre ale Federației Ruse. Unitățile diviziei sunt staționate în Kalinineț, districtul Naro-Fominsk, regiunea Moscova. Denumirea convențională este unitatea militară Nr. 23626 (UM 23626).  Kalinineț se află la 45 de kilometri sud-vest de Moscova.
Divizia a 2-a Motorizată de Gardă Taman a fost formată în 1941, a dus lupte extinse în timpul celui de-al Doilea Război Mondial și a devenit una dintre cele mai faimoase și decorate formațiuni din Armata Roșie. A fost numită în onoarea lui Mihail Kalinin și a orașului Taman, rămânând intactă până când a fost desființată în 2009, înainte de a fi reformată în 2013.
În noiembrie 2014, în regiunea Moscovei, a fost formată direcția Armatei 1-a de Tancuri de Gardă, în Districtul Militar de Vest. Din 2016, Divizia a 2-a de Gardă Taman face parte din această armată.